# Elecciones legislativas de Polonia de 1969
Las elecciones parlamentarias se celebraron en Polonia el 1 de junio de 1969. Los resultados, al igual que con las otras elecciones durante la época de la República Popular, fueron controlados por el gobierno.[cita requerida]Los resultados de las elecciones de 1969 fueron idénticos a los de elecciones de 1965 y se repitieron en 1972.[cita requerida]

## Resultados
| Partido                   | Partido                         | Votos      | %    | Escaños | +/– |
| ------------------------- | ------------------------------- | ---------- | ---- | ------- | --- |
| Frente de Unidad Nacional | Partido Obrero Unificado Polaco | 20,473,114 | 99.2 | 255     | 0   |
| Frente de Unidad Nacional | Partido Campesino Unificado     | 20,473,114 | 99.2 | 117     | 0   |
| Frente de Unidad Nacional | Partido Demócrata de Polonia    | 20,473,114 | 99.2 | 39      | 0   |
| Frente de Unidad Nacional | Independientes                  | 20,473,114 | 99.2 | 49      | 0   |
| Votos en blancos          | Votos en blancos                | 161,569    | 0.8  | –       | –   |
| Votos Inválidos           | Votos Inválidos                 | 7,766      | –    | –       | –   |
| Total                     | Total                           | 20,642,449 | 100  | 460     | 0   |
| Votantes registrados      | Votantes registrados            | 21,148,879 | 97.6 | –       | –   |
| Fuente: Nohlen & Stöver   |                                 |            |      |         |     |